# Học viện âm nhạc Ignacy Jan Paderewski ở Poznań

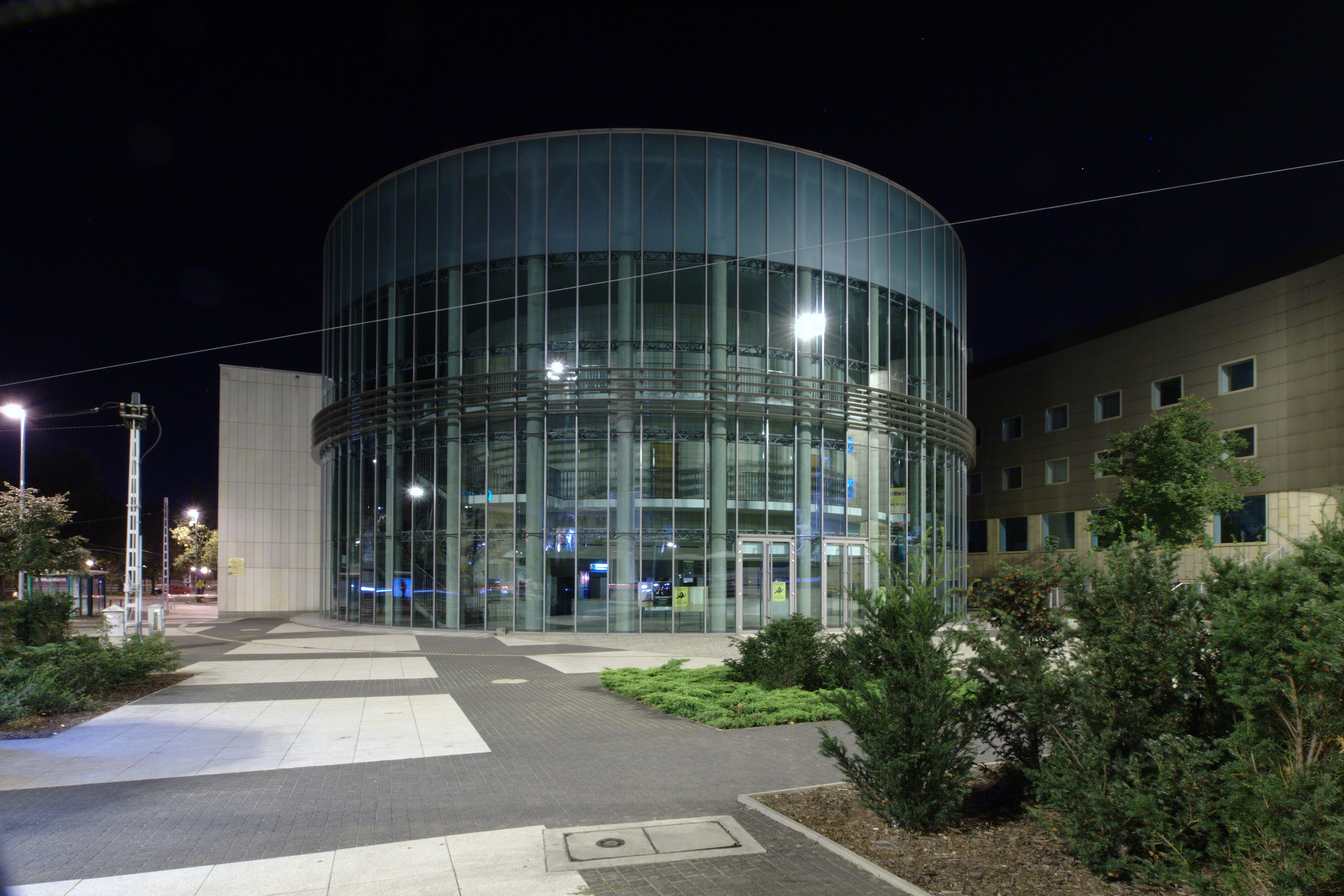
Học viện âm nhạc Ignacy Jan Paderewski ở Poznań(Website: https://amuz.edu.pl/)

Học viện âm nhạc Ignacego Jan Paderewski ở Poznań là một cơ sở đào tạo âm nhạc của nhà nước Ba Lan, được thành lập vào năm 1920. Có trụ sở ở số 87, đường Saint Martin, thành phố Poznań.

## Lịch sử của học viện
Học viện âm nhạc Ignacy Jan Paderewski ở Poznań có nguồn gốc từ Học viện Quốc gia và Trường Âm nhạc, được thành lập năm 1920. Đến năm 1922, được đổi thành tên Nhạc viện Quốc gia. Nhà soạn nhạc Henryk Opieński là Hiệu trưởng đầu tiên của Học viện.
Đến năm 1939, trường đã có 130 sinh viên đã được cấp bằng tốt nghiệp. Do ảnh hưởng của thể chiến thứ 2, nên Nhạc viện đã tạm dừng hoạt động một thời gian. Đến tháng 10 năm 1945,  Nhạc viện tiếp tục hoạt động trở lại, đên năm 1947 thì Nhạc viện hoạt động với tư cách là Trường Âm nhạc cấp bang ở Poznań. Năm 1981, Nhạc viện đã chính thức đổi tên thành Học viện Âm nhạc Ignacy Jan Paderewski. Cho đến ngày 31 tháng 8 năm 2010, Học viện cũng đã thành lập một chi nhánh tại Szczecin. Hiện này, Nhạc viện không chỉ là một cơ sở giáo dục có giá trị, mà còn là một trung tâm âm nhạc quan trọng trong cuộc người dân Poznań.

## Lịch sử các Hiệu trưởng của Học viện[1]
- Henryk Opieński  (1920-1925)
- Zygmunt Butkiewicz (1926-1929)
- Zdzisław Jahnke (1930-1939)
- Zdzisław Jahnke (1945-1948)
- Zygmunt Sitowski (1948-1951)
- Wacław Lewandowski (1951-1961)
- Edmund Maćkowiak (1961-1967)
- Stefan Stuligrosz (1967-1981)
- Waldemar Andrzejewski (1981-1987)
- Stanisław Kulczyński (1987-1993)
- Mieczysław Koczorowski (1993-1999)
- Stanisław Pokorski (1999-2005)
- Bogumił Nowicki (2005-2012)
- Halina Lorkowska (2012-nay).

## Ban giám hiệu[2]
- Hiệu trưởng: Giáo sư, Tiến sĩ khoa học Halina Lorkowska
- Phó Hiệu trưởng phụ trách Nghệ thuật, Khoa học và Quan hệ Quốc tế: Giáo sư, Tiến sĩ khoa học Janusz Stalmierski
- Phó Hiệu trưởng phụ trách sinh viên và giảng dạy: Giáo sư, Tiến sĩ khoa học Krzysztof Przybyłowicz

## Cơ cấu các khoa, viện đào tạo
- Khoa Sáng tác, Chỉ huy, Nghiên cứu Thanh nhạc, Lý thuyết Âm nhạc và Giáo dục Nghệ thuật[3].

1. Viện Thành phần và Lí thuyết âm nhạc
2. Viện Điều hành dàn nhạc
3. Viện Thanh nhạc
4. Viện Giáo dục nghệ thuật

- Khoa Nghiên cứu Nhạc cụ, Nhạc Jazz và Sân khấu[4]

1. Viện Nghiên cứu hành chính
2. Viện Nhạc cụ
3. Viện Nhạc Jazz và Sân khấu

- Ngoài ra còn các các đơn vị liên Khoa bao gồm: Khoa ngoại ngữ, Nghiên cứu sư phạmm, Giáo dục Thể chất[5]